# Leonardo Ferrulli
Leonardo Ferrulli (né le 19 janvier 1918 à Brindisi et mort le 5 juillet 1943 à Scordia, en Sicile) est un pilote de chasse italien.

## Biographie
Leonardo Ferrulli combattit lors de la Seconde Guerre mondiale au sein de la Regia Aeronautica (du côté de l'axe) et de l'Aeronautica Cobelligerante Italiana (du côté allié).